# Krzyż Pamiątkowy 6 pułku piechoty Legionów Polskich
Krzyż Pamiątkowy 6 pp Leg. Pol. („Krzyż Wytrwałości”) – odznaka pamiątkowa 6 pułku piechoty Legionów Polskich.
Zimą 1915/1916 w czasie walk pod Optową ówczesny dowódca pułku podpułkownik Mieczysław Norwid-Neugebauer wystąpił z inicjatywą ustanowienia krzyża dla „Szóstaków” – żołnierzy 6 pułku piechoty Legionów Polskich. Autorem projektu odznaki był podporucznik Jan Załuska. Z Kasy Oficerskiej pułku pokryto koszty wykonania odznaki w firmie „Czaplicki i S-ka” w Krakowie, dokąd w tej sprawie udał się porucznik Jan Służewski po raz pierwszy w lutym 1916.
Zgodnie z uchwalonym „Statutem Wojskowego Krzyża Pamiątkowego 6 pp Leg.” został on ustanowiony w celu uczczenia pierwszej rocznicy powstania pułku i walk w tym czasie stoczonych. Uprawnionymi do otrzymania krzyża byli:
- wszyscy oficerowie i żołnierze 6 pp, którzy w ciągu pierwszego roku przebyli w pułku najmniej sześć miesięcy lub przebyli jedną z bitew wymienionych na krzyżu,
- wszyscy ranni, bez względu na czas przebywania w pułku,
- rodziny poległych,
- wzięci do niewoli, którym Rada oficerska przyzna prawo noszenia,
- osoby postronne, którym krzyż zostanie przyznany przez Radę oficerską,
- instytucje i muzea narodowe polskie, po przyznaniu przez Radę oficerską[2].

Krzyż Pamiątkowy 6 pp Leg. Pol. o wymiarach 40 × 35 mm składa się z czterech ramion z oksydowanej stali, mających na brzegach napisy „Kukle, Kopne, Kamieniucha, Kostiuchnówka, Góra Polaków”, a na osi krzyża osadzony jest srebrny orzeł z koroną, opatrzony cyfrą „6” na piersi, zaś poniżej tej cyfry dwiema literami „PP”, przy czym na równej wysokości z cyfrą „6” na lewym skrzydle orła znajduje się litera „L”, na prawym skrzydle orła litera „P”, zaś na tarczy krzyża, poniżej głowy orła jest data 28/VII 1915. Cyfra „6” oznacza historyczny numer pułku, litery „PP” są skrótem słów „Pułku Piechoty”, litera „L” jest skrótem słowa „Legionów”, a litera „P” słowa „Polskich”, zaś data 28/VII 1915 jest datą powstania pułku.
Na podstawie rozporządzenia Ministerstwa Spraw Wojskowych L. 872/20 B.P. 1 z 21 kwietnia 1920 ogłoszono „Wykaz posiadanych dotychczas orderów pamiątkowych”. Wśród wymienionych w wykazie odznak, które zostały zarejestrowane w MSWojsk., znajdował się także Krzyż Pamiątkowy 6 pp Leg. Pol. W opublikowanym rozporządzeniu podkreślono, że „wszystkie odznaki noszone przez wojskowych mają dla posiadaczy ich znaczenie jedynie pamiątkowe, jako przypomnienie przeżytych wspólnie trudów. Odznaki te nie dają żadnych praw ani przywilejów”.
13 grudnia 1921 generał porucznik Kazimierz Sosnkowski rozkazem G.M. 7428.21.I zezwolił na noszenie odznak pamiątkowych wyłącznie tych, które zostały zatwierdzone przez ministra spraw wojskowych lub Naczelnego Wodza. Wśród tych odznak została wymieniona odznaka pamiątkowa 6 pułku piechoty Legionów.
Do 1 czerwca 1939 wydano 1680 krzyży. Ponadto odznakę honorową otrzymał marszałek Polski Józef Piłsudski „jako twórca Legionów Polskich i komendant I Brygady Legionów Polskich” oraz marszałek Polski Edward Śmigły-Rydz „jako komendant 1 pułku piechoty Legionów Polskich”.